# Авдеев, Роман Иванович
Рома́н Ива́нович Авде́ев (род. 17 июля 1967, Одинцово, РСФСР, СССР) — российский предприниматель, банкир, до 2012 года был единственным бенефициаром Московского кредитного банка, в конце 2017 года им контролировалось 55,73 % акций банка.

## Биография
Родился 17 июля 1967 года в Одинцово. Окончил 3-ю общеобразовательную школу города Одинцово.
Во время обучения на втором курсе в Московском энергетическом институте ушёл в армию. В 1994 году окончил курс бизнеса в Московском международном университете бизнеса и информационных технологий; в 1996 году Липецкий государственный технический университет по специальности «Промышленное и гражданское строительство».
Активно заниматься бизнесом Авдеев начал в 1989 году, когда был создан кооператив, который производил декодеры PAL—SECAM для телевизоров. Потом начал сотрудничать с украинским заводом «Электронмаш». Первый бизнес рос быстрыми темпами, основными точками сбыта готовой продукции стали рынки радиоэлектроники в Ленинграде (рынок «Юнона» в районе Автово) и Москве (Тушинский рынок).
После распада СССР и появления национальных валют Авдеев пришёл к выводу, что конвертация рублей в украинские гривны приносит больше выгоды, чем реализация готовой продукции. В 1994 году по объявлению в газете был куплен Московский кредитный банк, который на тот момент обладал валютной лицензией и имел штат сотрудников из 14 человек. Средства на покупку банка были взяты из торгового бизнеса Авдеева.
В середине 1990-х годов Авдеев приобрел контрольный пакет акций Лебедянского сахарного завода (Липецкая область) и купил сельскохозяйственные земли вокруг него. К середине 2000-х на их базе была сформирована агропромышленная группа «Черноземье», производившая 3 % отечественного сахара. В 2005—2008 годах эти активы были проданы.
В 2006 году стал генеральным директором концерна «Россиум», основного инвестиционного подразделения предпринимателя, в котором Авдееву принадлежат 62 %. В 2008 году концерн участвовал в приобретении земель и строительных рынков в Московской области.
В ноябре 2008 года Авдеев покинул исполнительную должность в Московском кредитном банке, однако остался членом его наблюдательного совета. Банк за 2008—2015 годы поднялся с 66-го на 12-е место по размеру активов (1,156 трлн рублей) в рейтинге российских банков, а его капитал за этот период вырос в 20 раз до 115 млрд рублей.
В 2010 году создал агентство недвижимости «Домус финанс». Компания оказывала услуги по проведению сделок на рынках первичной и вторичной недвижимости Москвы и Московской области. В 2012 году на базе агентства недвижимости «Домус финанс» Роман Авдеев создал девелоперскую компанию «Инград». Группа компаний «Инград» специализировалась на строительстве жилых комплексов комфорт и бизнес-класса в Москве и ближнем Подмосковье. В 2017 году Группа компаний «Инград» была объединена с ПАО ОПИН под единым брендом ПАО «ИНГРАД».
В декабре 2016 года Авдеев купил у Михаила Прохорова более 90 % акций публичной девелоперской компании ПАО «ИНГРАД», на бирже этот пакет стоил $70 млн.
С сентября 2017 года является владельцем московского футбольного клуба «Торпедо».
С 2017 года Роман Авдеев является основным акционером компании Sova Capital Limited с долей 97,93 % голосов. В марте 2022 года на фоне вторжения России на Украину компания начала испытывать проблемы с ликвидностью, о чём уведомила Financial Conduct Authority в Великобритании. Компания была переведена под внешнее управление. Высокий суд Лондона сообщил, что общая сумма требований клиентов Sova Capital составляет 862,4 млн фунтов стерлингов. При этом незаблокированные активы Sova Capital оцениваются в 316,4-390,8 млн фунтов стерлингов.
В 2019 году объединил активы с основным акционером инвестиционной группы «Регион» Сергеем Судариковым.
В октябре 2024 Авдеев продал свою долю в концерне «Россиум» миллиардеру и бывшему партнёру Сергею Сударикову. Концерн контролировал Московский кредитный банк, НПФ «Эволюция», компанию Metrika Investments, управляющую недвижимостью и другие активы. После сделки у Авдеева не осталось каких-либо активов или бизнес-проектов в России.

## Благотворительность
В марте 2014 года создал фонд «Арифметика добра» для системного решения проблем социального сиротства в России.
В 2018 году основал АНО «Лаборатория просветительских проектов», которая выступила организатором ежегодной научно-просветительской акции «Открытая лабораторная».
В 2019 году Авдеев инвестировал 100 млн рублей в проект «Постнаука» и стал соучредителем издательского дома.

## Активы и состояние
В апреле 2011 года журнал Forbes оценивал состояние Авдеева в $950 млн и по этому показателю ставил его на 102-е место в списке самых богатых бизнесменов России.
По итогам 2012 года Авдеев занимал уже 69-е место с капиталом $1,3 млрд.
В 2017 году журнал Forbes оценивал состояние Романа Авдеева в $1300 млн, по этому показателю он занял 66-е место в списке самых богатых российских бизнесменов. В 2018 году Авдеев переместился на 56 позицию с 1,7 млрд долларов.
В 2023 году вошёл в рейтинг журнала Forbes «110 российских миллиардеров», где занял 87 место с состоянием $1300 млн.

## Личная жизнь
Роман Авдеев женат, у него 23 ребёнка, 4 своих и 19 усыновлённых детей.
Один из двух самых многодетных миллиардеров мира, столько же детей (23) у 93-летнего банкира Сулеймана Аль-Раджи из Саудовской Аравии.
Занимается йогой, бегом, греблей, велосипедом, лыжами. Увлекается философией.